# Que rico fuera
«Qué rico fuera» es una canción del cantante puertorriqueño Ricky Martin y la cantante Paloma Mami. Se lanzó por Sony Music Latin el 10 de junio de 2021. La canción alcanzó el número uno en Chile, Costa Rica, Puerto Rico y Uruguay, así como el top 10 en Argentina y El Salvador y Latin Pop Airplay de Billboard en Estados Unidos. También se convirtió en la primera entrada de Paloma Mami en las listas de Billboard Latin Airplay, Latin Pop Airplay, Latin Digital Song Sales, Argentina Hot 100 y Mexico Airplay.

## Vídeo musical
El 10 de junio de 2021, ambos artistas compartieron fragmentos del video musical que lo acompaña y anunciaron que se lanzaría al día siguiente. La imagen se lanzó junto con la canción en la fecha especificada. El video fue filmado en Simi Valley, California y fue dirigido por el director dominicano Jessy Terrero, quien anteriormente había dirigido los videos de «Adrenallina», «Que se sienta el deseo» y «Vente pa'ca» de Ricky Martin. El video comienza con Martin caminando en una calle, mientras tres chicas bailan cuando él comienza a cantar. Luego, dos bailarines se unen detrás del cantante y en la siguiente escena, los cantantes se preparan para una celebración nocturna. Martin entra en una barbería y hace que todos dejen de trabajar y bailen al ritmo de la música. Luego, Mami aparece en una habitación llena de colores e iluminación rosa junto con otras dos niñas que se unen al baile. El audiovisual alterna los dos escenarios, uno, en el que Martin pide una noche entera, y el otro, en el que Mami lo condicionó.
Alicia Civita de Los Angeles Times escribió que el vídeo «Tiene un tono lúdico y tropical, que oscila entre la diversión y la sensualidad. De hecho, encaja perfectamente en la estética latina de este verano, marcada por la saturación de colores y la sofisticación de escenas de la vida cotidiana que se ve en la película In the Heights». También elogió la química entre los dos cantantes, considerando el hecho de que se conocieron poco antes de grabar el video musical. Lucas Villa de Mitú describió el vídeo como «caliente» y que «llega justo a tiempo para la temporada de verano». También lo etiquetó como «[un] video musical con luces de neón» en su artículo de Grammy.com.

## Presentaciones en vivo
Los artistas presentaron el tema por primera vez en la18ª Entrega de los Premios Juventud el 22 de julio de 2021, que fue catalogada como uno de los mejores y más memorables momentos de la ceremonia por Entertainment Tonight. Más tarde ese año, Martin interpretó la canción para Savage X Fenty Show Vol. 3, que se estrenó en Amazon Prime Video el 24 de septiembre de 2021. Amy Lee de Entertainment Tonight describió su actuación como enérgica. Fue incluido en el set list de la gira Live in Concert de Enrique Iglesias y Ricky Martin, que comenzó en el MGM Grand Garden Arena en Las Vegas, Nevada el 25 de septiembre de 2021. Filmó su interpretación en vivo de la canción en vivo desde el MGM Grand Garden Arena para Global Citizen Live. Mar Tarrés y Franco Mariotti bailaron la canción en la decimoquinta temporada de la serie de televisión argentina de competencia de baile Bailando por un Sueño.

## Posicionamiento en listas
| Listas (2021-22)                          | Mejor posición |
| ----------------------------------------- | -------------- |
| Argentina (Argentina Hot 100)             | 60             |
| Argentina (Monitor Latino)                | 8              |
| Chile (Monitor Latino)                    | 1              |
| Costa Rica (Monitor Latino)               | 1              |
| Ecuador Pop (Monitor Latino)              | 10             |
| El Salvador (Monitor Latino)              | 9              |
| Estados Unidos (Latin Airplay)            | 24             |
| Estados Unidos (Latin Digital Song Sales) | 8              |
| Estados Unidos (Latin Pop Songs)          | 7              |
| Guatemala (Monitor Latino)                | 12             |
| Honduras Pop (Monitor Latino)             | 6              |
| México (Monitor Latino)                   | 16             |
| México (Mexico Airplay)                   | 28             |
| Panamá Pop (Monitor Latino)               | 5              |
| Paraguay Pop (Monitor Latino)             | 9              |
| Perú Pop (Monitor Latino)                 | 8              |
| Puerto Rico (Monitor Latino)              | 1              |
| República Dominicana Pop (Monitor Latino) | 10             |
| Uruguay (Monitor Latino)                  | 1              |

| Listas (2021)  | Mejor posición |
| -------------- | -------------- |
| Paraguay (SGP) | 51             |

| Listas (2021)                             | Mejor posición |
| ----------------------------------------- | -------------- |
| Argentina (Monitor Latino)                | 13             |
| Chile (Monitor Latino)                    | 7              |
| Costa Rica (Monitor Latino)               | 91             |
| Ecuador Pop (Monitor Latino)              | 38             |
| El Salvador (Monitor Latino)              | 96             |
| Estados Unidos (Latin Pop Airplay)        | 29             |
| Guatemala Pop (Monitor Latino)            | 66             |
| Honduras Pop (Monitor Latino)             | 62             |
| México Pop (Monitor Latino)               | 69             |
| Panamá Pop (Monitor Latino)               | 25             |
| Paraguay Pop (Monitor Latino)             | 28             |
| Puerto Rico (Monitor Latino)              | 11             |
| República Dominicana Pop (Monitor Latino) | 37}}           |
| Uruguay (Monitor Latino)                  | 20             |
| Venezuela Pop (Monitor Latino)            | 42             |

| Listas (2022)                             | Mejor posición |
| ----------------------------------------- | -------------- |
| Chile (Monitor Latino)                    | 72             |
| Panamá Pop (Monitor Latino)               | 46             |
| República Dominicana Pop (Monitor Latino) | 95             |

## Certificaciones
| País (organismo certificador) | Certificación | Unidades certificadas |
| ----------------------------- | ------------- | --------------------- |
| Estados Unidos (RIAA)         | Oro (Latin)   | 30 000                |

## Historial de lanzamiento
| País          | Fecha               | Formato                      | Discográfica     | Ref    |
| ------------- | ------------------- | ---------------------------- | ---------------- | ------ |
| Varios        | 10 de junio de 2021 | Descarga digital y streaming | Sony Music Latin | [ 51 ] |
| Latinoamérica | 11 de junio de 2021 | Contemporary hit radio       | Sony Music Latin | [ 52 ] |
| Italia        | 16 de julio de 2021 | Contemporary hit radio       | Sony Music Latin | [ 53 ] |